# الحفاير (خميس مشيط)
الحفاير ، إحدى مراكز محافظة خميس مشيط، تقع في شمال غرب المحافظة على مسافة 90 كيلاً، ويقطنها قرابة 18478 نسمة.